# Raimundinho da JR
Raimundo Ramos de Andrade, mais conhecido como Raimundinho da JR (Ubaitaba, 9 de setembro de 1961), é deputado estadual eleito pelo estado da Bahia, é filiado ao Partido Liberal (PL).

## Biografia
Se candidatou pela primeira vez, para prefeitura de Dias D'Ávila, perdendo a eleição.
Se candidatou novamente em 2018, pelo PDT, à Deputado Estadual, terminando como suplente.
Perdeu a eleição novamente, para prefeitura de Dias D'Ávila, desta vez como vice-prefeito.

Foi eleito deputado estadual em 2022.